# Celestino Mas y Abad
Celestino Mas y Abad (Igualada,1819-Cardona, 1883) fue un político, escritor y abogado español, alcalde de Igualada y diputado a Cortes durante el reinado de Isabel II.

## Biografía
Nacido en 1819 en la localidad barcelonesa de Igualada, estudió la carrera de abogado. Fue secretario del Ayuntamiento de su localidad natal y después alcalde y diputado a Cortes. También desempeñó los cargos de intendente de Filipinas y de gobernador civil de Granada, además del de presidente de la Diputación Provincial de Badajoz entre 1856 y 1857. Falleció el 9 de marzo de 1883 en Cardona.
Entre sus obras se encontraron títulos como El consultor de los alcaldes y ayuntamientos (1853), El poder municipal (1856), Manual del alcalde (1885), Manual del juez de paz y del alcalde en sus funciones judiciales (1859), Legislación de la época revolucionaria de España (1872), El libro de los jueces municipales (1871) y Diccionario general de la legislación española, civil y penal, canónica, administrativa y marítima (1879).